# Poprzecznik dębowy
Poprzecznik dębowy (Colpoma quercinum (Pers.) Wallr.) – gatunek grzybów z rodziny łuszczeńcowatych (Rhytismataceae).

## Systematyka i nazewnictwo
Pozycja w klasyfikacji według Index Fungorum: Colpoma, Rhytismataceae, Rhytismatales, Leotiomycetidae, Leotiomycetes, Pezizomycotina, Ascomycota, Fungi.
Po raz pierwszy takson ten opisał w 1796 roku Christiaan Hendrik Persoon, nadając mu nazwę Hysterium quercinum. Obecną, uznaną przez Index Fungorum nazwę nadał mu w 1833 roku Karl Friedrich Wallroth.
Ma 20 synonimów. Niektóre z nich:
- Clithris nigra (Tode) Keissl., Rabenh. Krypt.-Fl. 1937
- Discosporella didyma (Fautrey & Roum.) Höhn. 1927[2].

Polska nazwa znajduje się w pracy Marii Alicji Chmiel z 2006 roku.

## Morfologia i rozmnażanie
Anamorfa

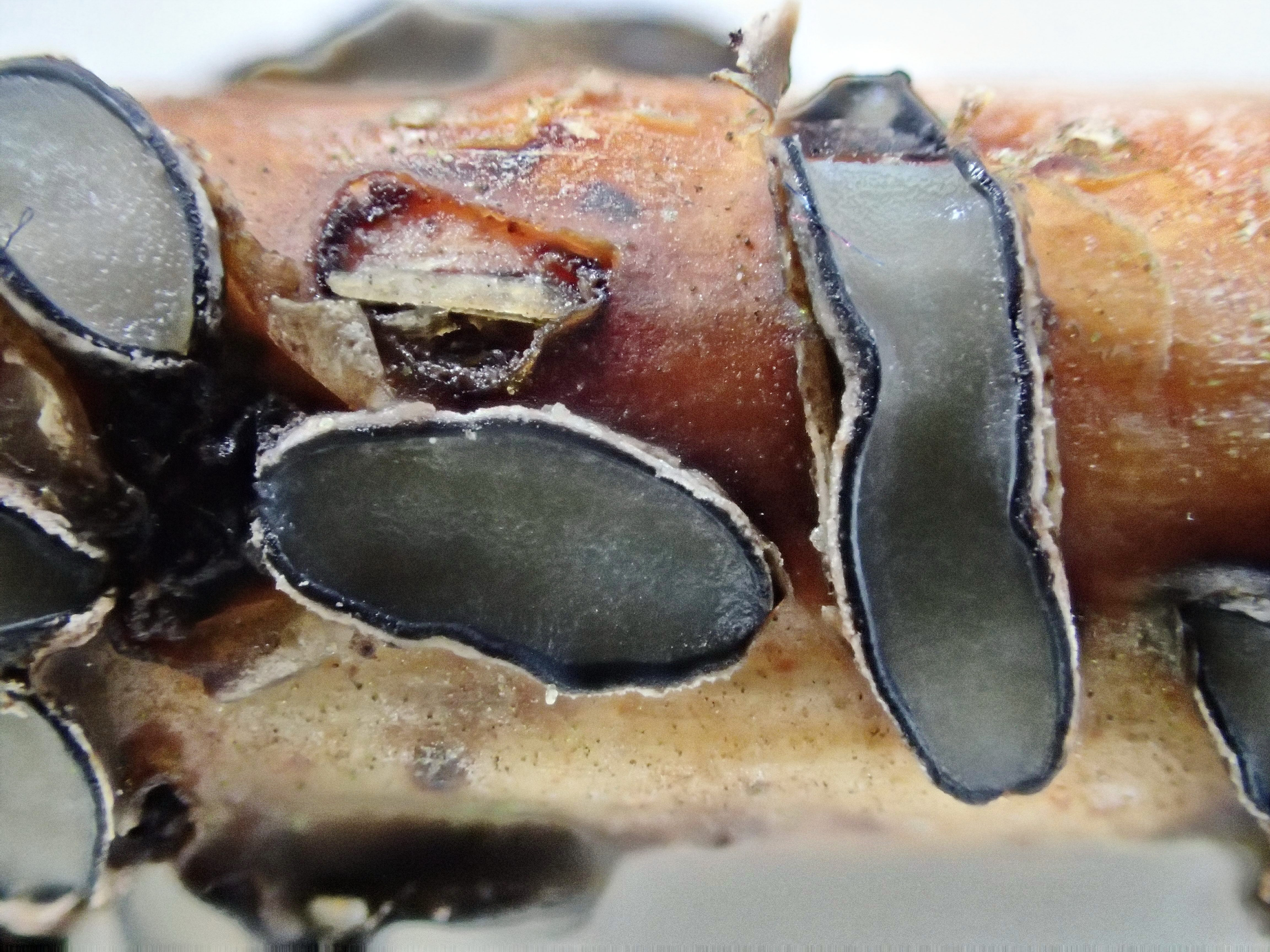

Konidiomy zanurzone i podnoszące powierzchnię kory w żywych lub obumierających gałązkach lub małych gałęziach. Mają średnicę 300–600 µm, w przybliżeniu są okrągłe, z dużym nieregularnym otworem w miejscu rozszczepienia ściany. Ściana górna słabo widoczna, ściana dolna słabo rozwinięta, złożona z komórek o średnicy 3–8 µm, tworzących warstwę o grubości 15–20 µm. Pomiędzy poszczególnymi konidiomami jest oddzielająca je warstwa o grubości 120–165 µm, składająca się z komórek podobnych do tych w dolnej ścianie. Komórki konidiotwórcze wyrastają na bezbarwnych, jednokomórkowych, sporadycznie rozgałęzionych konidioforach lub bezpośrednio z bezbarwnych komórek przechodzących w dolną ścianę, o wymiarach 15–35 × 2–3,5 µm, cylindrycznych, ale lekko zwężających się ku wierzchołkowi, bezbarwnych. Konidia 5–7 × 1–1,5 µm, cylindryczne, zaokrąglone na obu końcach, czasem lekko kiełbaskowate, bezbarwne, bezprzegrodowe, cienkościenne, gładkie. Powstają kolejno, sympodialnie, na wierzchołku każdej komórki konidiotwórczej.

Teleomorfa
Owocniki typu apotecjum (miseczka) powstają poprzecznie na martwych gałązkach, nieco później niż konidiomy. Tworzą się głęboko w podłożu, ale w miarę rozwoju stają się praktycznie powierzchowne, powodują bowiem pęknięcie i rozchylanie się warstw drewna i kory. Mają gładką, żółtawą powierzchnię otoczoną cienką warstwą brązowawo-czarnej tkanki. Pojedynczy owocnik ma wymiary 1500–15000 × 600–1000 µm w stanie zamkniętym, po osiągnięciu pełnej dojrzałości otwiera się i jest szerszy. Ma kształt wąsko-podłużny do eliptycznego, często zakrzywiony lub rozgałęziony. Otwiera się podłużnym, czasem rozgałęzionym pęknięciem. Na przekroju pionowym w środkowej części ma głębokość 350–1000 µm. Parafizy długości 100–130 µm, nitkowate, z przegrodami, silnie wykrzywione lub zwinięte, ale nie napęczniałe na wierzchołku, pokryte bardzo cienką błoną śluzową. Worki dojrzewają kolejno, mają wymiary 120–160 × 9–10 µm, kształt wąsko maczugowaty, bardzo długoogonkowy, są cienkościenne, z mniej lub bardziej ostrymi wierzchołkami, bez zgrubień okołowierzchołkowych, 8-zarodnikowe. Askospory ułożone w wiązkę, ale nie zaobserwowano spiralnego ich zwijania się. Mają wymiary 55–80 × 0,5–1,5 µm, są nitkowate, zwężające się ku podstawie, początkowo bezprzegrodowe, potem przechodzące w wieloprzegrodowe, gładkie, bezbarwne, cienkościenne, pokryte osłonką śluzową o grubości 1 µm.
Rozprzestrzenia się drogą powietrzną przez askospory podczas wilgotnej pogody.
Gatunki podobne
Na jałowcach występuje Colpoma juniperi. Ma krótsze zarodniki.

## Występowanie i siedlisko
Znane jest występowanie poprzecznika dębowego w Ameryce Północnej, Europie i Azji. Najwięcej stanowisk podano w Europie. W Polsce Maria Alicja Chmiel w 2006 roku przytoczyła liczne stanowiska.
Grzyb nadrzewny, saprotrofit lub pasożyt. Występuje na martwych gałęziach dębów, ale także na gałęziach osłabionych lub zdrowych. Teleomorfy tworzy zwykle na gałęziach martwych.